# 天主教諾拉教區
天主教諾拉教區（拉丁語：Dioecesis Nolana）是天主教會在義大利的一個教區。屬那不勒斯總教區。

## 歷史
教區成立於1世紀，教區第一位主教的名字是諾拉的聖斐理，而文獻證據比較可靠的主教出現於2世紀下半葉。脫利騰會議後，教區大修院成立，至1754遷至現址。

## 現況
教區包括阿韋利諾省西部和那不勒斯省東部。2004年有教友502,000人，佔轄區總人口95.8%。教區下轄115個堂區，有219名司鐸。現任教區主教為本雅明·德帕爾馬領銜總主教。